# Club de Yates de Island Bay
El Club de Yates de Island Bay (Island Bay Yacht Club en idioma inglés y oficialmente) es un club náutico ubicado en Springfield (Illinois), Estados Unidos. 

## Historia
Fue fundado en 1935, cuando se construyó el Lago Springfield, un embalse artificial de 4.260 acres (17,2 km²).

En su historial deportivo destacan los éxitos obtenidos en las clases Star, Snipe y Sunfish.
En 1979 fue el primer club ubicado en aguas dulces interiores en recibir el premio de la Federación de Vela de Estados Unidos (US Sailing) a la regata mejor organizada del año, por el Campeonato Norteamericano de Sunfish.
En 2011 organizó el Campeonato del Hemisferio Occidental de Star.
Su regatista David (Dave) Chapin ganó 3 campeonatos del mundo, el de Snipe de 1979 con Timothy Dixon, y los de Sunfish de 1979 y 1981, además de varios campeonatos norteamericanos y nacionales de Estados Unidos en Laser, Sunfish, Snipe, 470 y Soling.